# Barycholos ternetzi
Barycholos ternetzi es una especie de anfibio anuro de la familia Strabomantidae. Es  endémica de la ecorregión del Cerrado en Brasil.